# Langewiesen
Langewiesen – dzielnica miasta Ilmenau w Niemczech w kraju związkowym Turyngia, w powiecie Ilm. Do 5 lipca 2018 miasto.

## Współpraca
Miejscowości partnerskie:
- Cap-Rouge, Kanada
- Chauray, Francja
- Schöffengrund, Hesja